# Dolicheremaeus inopinatus
Dolicheremaeus inopinatus är en kvalsterart som beskrevs av Aoki 1967. Dolicheremaeus inopinatus ingår i släktet Dolicheremaeus och familjen Tetracondylidae. Inga underarter finns listade i Catalogue of Life.